# Fidel Roig Matons

Fidel Enric Jaume Roig i Matons (Girona, 27 de maig del 1887 - Mendoza, Argentina, 26 de maig del 1977) va ser un pintor i músic català.

## Biografia
De ben jove entrà al cor de la catedral de Girona, i posteriorment estudià violí amb Lleonard Arolas i Tomàs Mollera. Tocà com a primer violí de l'orquestra "L'Art Gironí", i feu un curs de perfeccionament amb el violinista belga Mathieu Crickboom, que s'establí a Barcelona entre 1895 i 1904. Breument, entre 1903 i 1905, Fidel Roig dirigí una cobla. En paral·lel, havia fet els primers estudis de pintura a l'Acadèmia de Belles Arts de Barcelona (actualment Reial Acadèmia Catalana de Belles Arts de Sant Jordi) sota la direcció de Lluís Perich, Prudenci Bertrana i Lluís Graner i Arrufí.
El 1907 va marxar a l'Argentina i després d'una breu estada a Buenos Aires on, convidat per la Societat Wagneriana -formada majoritàriament per catalans- va fer un concert acompanyat al piano per Conrad Fontova. S'instal·là a Mendoza el 1908 i, fins a l'inici de la dècada de 1930, es va dedicar a interpretar música de cambra (en alguns concerts l'acompanyaren al piano Emília Icart i el seu cosí Agustí Roig (1889-1957), ambdós deixebles de Granados i el també pianista i organista Fidel María Blanco Ruiz (1884-1945)) i a la docència d'arts plàstiques, primer al col·legi Don Bosco (del 1911 al 1925) i després al Colegio Nacional Agustín Álvarez (del 1926 al 1931).
A partir del 1925 comença a abandonar gradualment la interpretació musical per a dedicar-se exclusivament a la pintura. En un principi els seus temes se centraven en la descripció dels trets físics i els costums de les poblacions indígenes huarpes, que habitaven a l'àrea de les Lagunas de Guanacache, a Mendoza, que plasmà en la sèrie de dibuixos i pintures Vestigios huarpes. Cap al 1936, dedica la seva obra a plasmar el paisatge de la Serralada dels Andes i, becat per la Comisión Nacional de Cultura, produí una seqüència pictòrica completa de la campanya militar que va portar a terme el general José de San Martín el 1818 en el marc de les Guerres d'independència hispanoamericanes i coneguda com la Travessia dels Andes; en destaquen les il·lustracions de tres colls principals de la serralada: el Paso de Uspallata (1930-1938), el Paso de Los Patos (1945-1952) i el Paso del Portillo (Ambiente de amanecer en la entrada al Paso del Portillo, 1938-1944).
Entre 1919 i 1923 organitzà i dirigí el Cor del Centre Català. Va ser cofundador de la Sociedad Orquestal de Músicos de Mendoza, el 1922, i de la Academia Provincial de Bellas Artes de Mendoza (actual Escuela de Bellas Artes), el 1933. La seva prolífica activitat pictòrica es va suspendre a partir del 1952 a conseqüència de la pèrdua gradual de la visió.
És el pare del filòsof argentí Arturo Andrés Roig, i dels naturalistes Fidel Antonio Roig i Virgilio Germán Roig, que han dedicat un estudi erudit al seu progenitor.
El 2012 el Museu d'Art de Girona li va dedicar una exposició.